# Ferrovia Fano-Urbino
La ferrovia Fano-Urbino (detta anche Metaurense) è una linea ferroviaria italiana di interesse regionale posta interamente nel territorio della regione Marche. Essa unisce l'entroterra marchigiano (Urbino) con la costa adriatica (Fano).
Inizia come diramazione della ferrovia Bologna-Ancona presso Fano e prosegue lungo la valle del fiume Metauro attraversando la provincia di Pesaro e Urbino confluendo poi nella linea Urbino-Fabriano, presso Fermignano, giungendo infine a Urbino.
È stata chiusa al traffico il 31 gennaio 1987, rimanendo tuttavia integra sia nel percorso che nelle infrastrutture (gallerie, viadotti, ponti).
Dai primi anni del XXI secolo l'Associazione Ferrovia Valle Metauro si batte per la riapertura della linea, occupandosi con i suoi soci della manutenzione ordinaria dell'infrastruttura.

## Storia

### L'arrivo della ferrovia a Urbino
La ferrovia Fano-Urbino è composta da due distinte entità costruite ed esercite differentemente: la linea Fano-Fermignano e la tratta Fermignano-Urbino (facente parte della linea Urbino-Fabriano). La prima confluisce nella seconda presso la stazione di Fermignano.

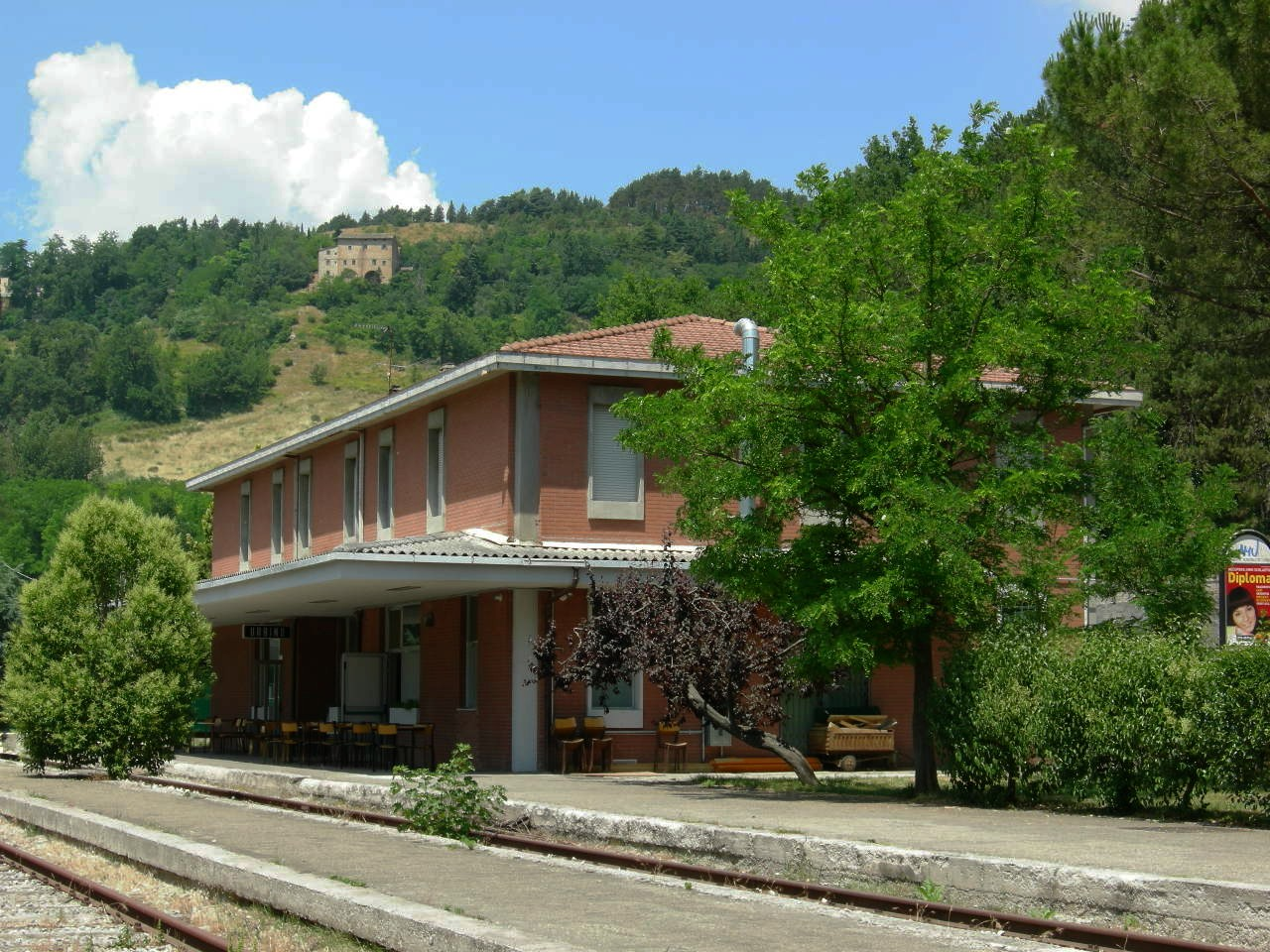
La stazione di Urbino

Le due linee hanno storie diverse, ma sono accomunate da un avverso destino dopo gli eventi bellici delle due guerre mondiali, in particolare dopo la seconda.
Nel 1867 l'amministrazione provinciale di Pesaro aveva presentato al Ministero dei lavori pubblici un progetto dell'ingegnere Amedeo Peyron per la costruzione di una ferrovia definita dei due mari che avrebbe dovuto collegare i porti di Ancona sull'Adriatico e Livorno sul Tirreno passando per Urbino, ma tale progetto non ebbe seguito.
Il 20 settembre 1898 ad Urbino arrivò invece la tratta iniziale della Ferrovia Subappennina, proveniente da Fabriano e passante per Pergola e Fermignano, che avrebbe dovuto attraversare la zona del Montefeltro, passando vicino a San Leo, girando intorno a San Marino e terminando a Santarcangelo di Romagna, stazione ancor oggi esistente sulla ferrovia Bologna-Ancona.
Questa linea, costruita dalla Società per le Strade Ferrate Meridionali tra Fabriano e Urbino, e parzialmente costruita in direzione della Romagna, non venne tuttavia mai completata e nel 1905 passò alle Ferrovie dello Stato in seguito alla nazionalizzazione delle ferrovie.
La linea era stata progettata anche per scopi militari come alternativa "protetta" alla linea costiera adriatica, infatti i bombardamenti navali effettuati dalla marina austriaca nei primi giorni della prima guerra mondiale lungo la costa adriatica avevano sollecitato la realizzazione dell'intero progetto ma la fine del conflitto sopraggiunse senza che la ferrovia fosse stata completata: i lavori di prosecuzione oltre Urbino, che erano ripresi nel 1914, e avevano avuto un repentino impulso dopo i bombardamenti austriaci, andarono però a rilento.
Un consistente movimento franoso danneggiò una galleria ed alcune centinaia di metri del tracciato ferroviario in costruzione nella zona di San Leo: ci si rese conto che sarebbe stata necessaria una variante per superare la zona della frana. Complice anche l'indecisione dei comuni della zona sul tracciato della ferrovia, i lavori tra Urbino e Santarcangelo di Romagna furono definitivamente sospesi negli anni trenta del Novecento.

### La costruzione e la gestione diFerrovie e Tramvie Padane
La tribolata storia del collegamento pedemontano con Fabriano e Santarcangelo di Romagna non aveva scoraggiato gli urbinati che avevano intrapreso altre iniziative, così, con Regio Decreto nº 1435 del 16 novembre 1911, fu approvata la convenzione per l'esercizio della ferrovia a vapore Fano-Fossombrone-Fermignano, stipulata con la Società Anonima delle Ferrovie e Tramvie Padane (FTP), con sede a Milano.
Il 25 aprile 1915 la ferrovia collegò Fano a Fossombrone, inaugurata il 1º maggio successivo, ed il 30 novembre 1916 arrivò a Fermignano dove si congiunse con la linea Urbino-Fabriano di Ferrovie dello Stato che da Fabriano già raggiungeva Urbino.
Nel 1932 Ferrovie e Tramvie Padane venne dichiarata fallita per bancarotta e costretta a chiudere.
A partire dal 1º gennaio 1933 fu chiusa al traffico ferroviario (R.D.L. 14 ottobre 1932 n. 1496) e venne sostituita da un autoservizio gestito dalla Società Anonima Servizi Automobilistici Pesaro Urbino Macerata Feltria (SAPUM).

### La gestione diFerrovie dello Stato
Il 2 febbraio 1942 venne riaperto all'esercizio il tratto Fano-Fossombrone mentre il 17 maggio successivo venne riaperto il restante tratto fino a Fermignano, entrambi sotto la gestione di Ferrovie dello Stato, in seguito alle pressioni esercitate dal podestà di Fossombrone Getulio Emanuelli, ma il servizio ferroviario ebbe termine nuovamente nel 1943 a causa degli eventi bellici.

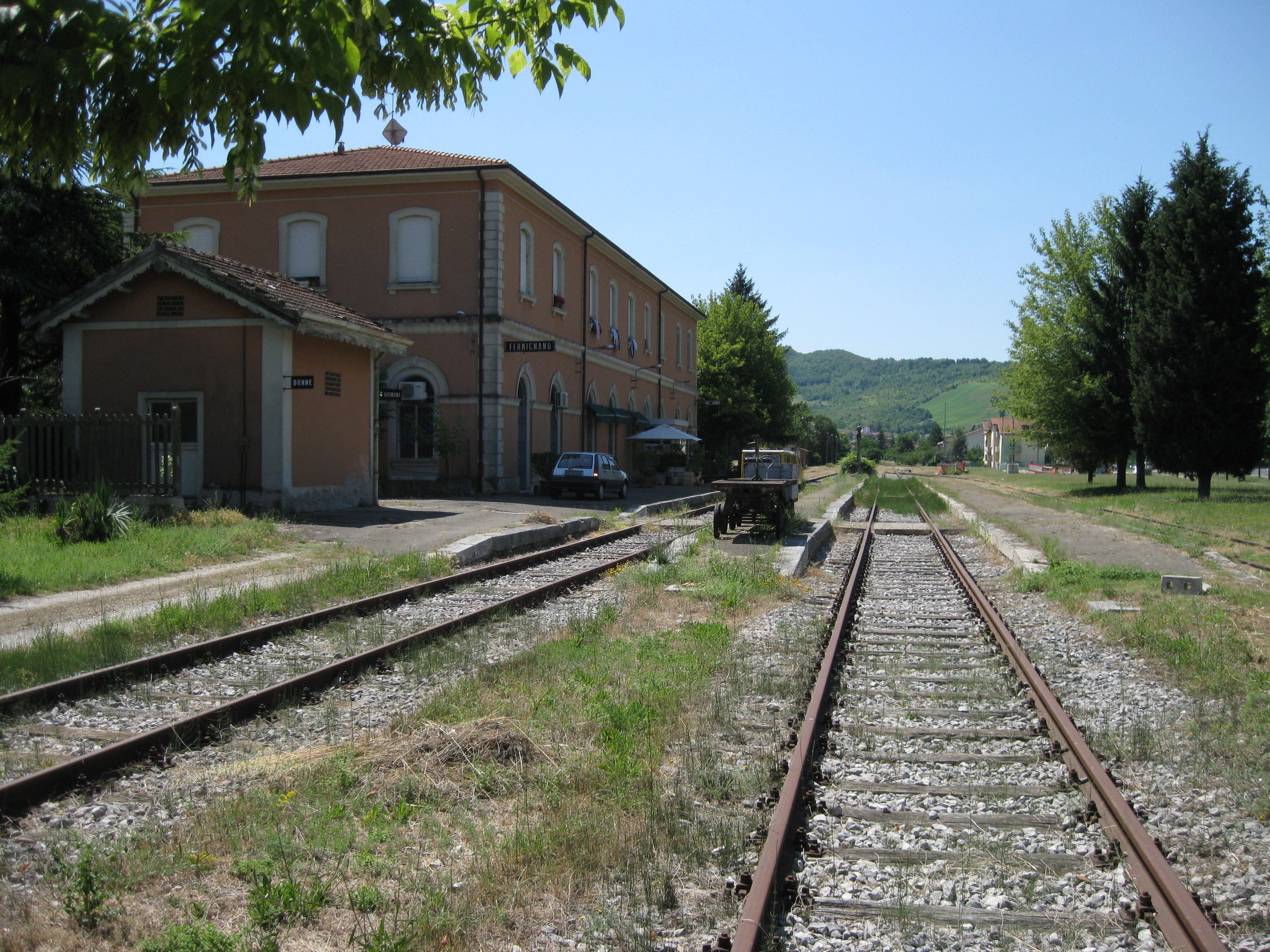
La stazione di Fermignano

La ferrovia venne distrutta nel luglio 1944 dai tedeschi in ritirata. Della Fano-Urbino non rimasero che rovine.
Con decreto legislativo Luogotenenziale 12 aprile 1946, n. 405, la tratta Fano-Fermignano, già nella disponibilità dello Stato, venne inclusa nella rete di Ferrovie dello Stato, che ne assumeva nuovamente l'esercizio.
Il 20 maggio 1947 venne ripristinata la tratta Pergola-Fabriano, di 32 km (che sembrava assicurare garanzie di traffico per la presenza di miniere, poi esaurite) e il 7 novembre 1948 la Fano-Fossombrone, di 26 km. Il 2 ottobre 1955 seguì la tratta Fossombrone-Fermignano ed il 1º febbraio 1956 la restante Fermignano-Urbino, ridando così vita al collegamento diretto tra Fano e Urbino via Fermignano che, diventata stazione di testa, costringeva i treni ad un regresso.
Rimaneva da ricostruire il tratto Fermignano-Pergola, ma si andava già delineando lo sviluppo della motorizzazione sulle strade ordinarie, così iniziò la vendita dei caselli e dei fabbricati, ed alcuni tratti di rilevato furono usati per l'allargamento di strade nazionali e provinciali.

### La chiusura e la dismissione
Le tratte sopravvissute agli eventi bellici e unificate nel "nuovo" collegamento Fano-Fermignano-Urbino rimasero senza significativi ammodernamenti del binario e dei sistemi di esercizio. Gli orari non furono adattati alle richieste dell'utenza e la concorrenza dei mezzi su gomma ne ridussero i volumi di traffico passeggeri e merci.
Nel 1985, a seguito del decreto ministeriale n.90/T del 4 luglio 1985, venne istituita un'apposita commissione col compito di svolgere un'indagine conoscitiva sulle linee ferroviarie a scarso traffico. Tale commissione inserì in un primo momento la ferrovia Fano-Urbino tra le linee da sopprimere il 1º giugno 1986. Tale data venne poi prorogata al 28 settembre successivo al fine di verificare con le Regioni l'esistenza di condizioni per ridurre il disavanzo di gestione. Tali verifiche, terminate nel luglio 1986, consentirono di salvare tutte le linee ad eccezione della Fano-Urbino. Per questo motivo, con decreto del 28 luglio 1986, veniva disposta la soppressione del servizio viaggiatori a partire dal 28 settembre 1986.
La Regione Marche ottenne un'ulteriore proroga ma, a causa dei costi elevati per l'eliminazione dei passaggi a livello, la linea fu sospesa dall'esercizio il 31 gennaio 1987, con decreto dell'allora ministro dei trasporti Claudio Signorile (PSI).
L'ultimo treno fu il regionale 5662, effettuato con l'ALn 668-1935 del DL di Fabriano, e partì da Pesaro alle 18:55 per giungere ad Urbino alle ore 20:00.
Il 14 luglio 2000 nasce la Associazione Ferrovia Valle Metauro con lo scopo di valorizzare la tratta con un servizio di velorail ad uso turistico. Successivamente l'associazione puntò al ripristino dell'intera tratta.
Con decreto ministeriale n. 430 del 15 dicembre 2011 (a firma del ministro dello Sviluppo Economico e delle Infrastrutture e Trasporti Corrado Passera) a causa della decisa contrarietà al ripristino o al mantenimento del sedime dell'allora amministrazione provinciale guidata da Matteo Ricci (PD), venne dichiarata ufficialmente dismessa.

### Ulteriori sviluppi e le ipotesi di ripristino

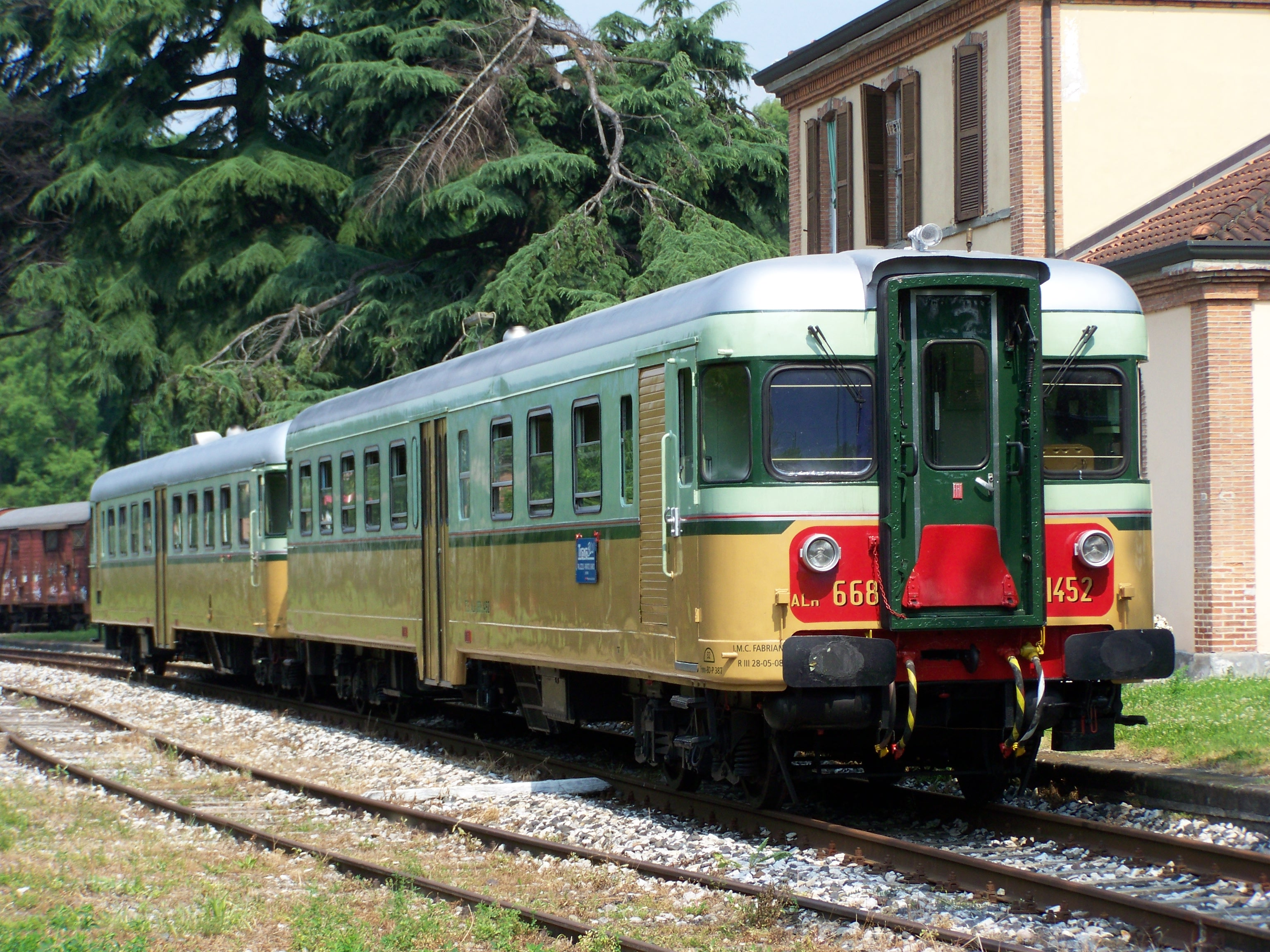
Composizione di automotrici ALn 668.1452 e ALn 668.1401 in livrea storica

Il 3 luglio 2012 il Consiglio regionale delle Marche ha inserito il ripristino della ferrovia Fano-Urbino, con funzioni di metropolitana leggera, all'interno del Piano Regionale infrastrutture, trasporto merci, logistica con un costo stimato di € 110 milioni.
Il 7 settembre 2017 è entrata in vigore la legge 9 agosto 2017, n. 128 riguardante l'istituzione e la valorizzazione di ferrovie turistiche situate in aree di particolare pregio naturalistico o archeologico, tra le quali venne compresa anche la ferrovia Fano-Urbino. I costi per la riapertura al solo uso turistico vennero stimati in circa 35 milioni di euro.
Il 26 ottobre 2020 la Corte dei Conti ha registrato e quindi approvato l'aggiornamento 2018-2019 al contratto di programma - parte investimenti - tra Ministero delle infrastrutture e dei trasporti e RFI 2017-2021. L'aggiornamento contiene una stima preliminare pari a 44,5 milioni di Euro per la riattivazione della linea a fini turistici. È stato altresì incluso uno stanziamento di un milione di Euro con cui sarà realizzato uno studio di fattibilità tecnico-economica per il ripristino sia a scopi turistici che commerciali. Lo studio prevedrà tra i lavori da eseguire la pulizia della linea, la ristrutturazione del tracciato ferroviario, il rifacimento delle intersezioni stradali, interventi alle gallerie, la sistemazione delle opere d'arte principali, l'attrezzaggio con segnalazioni luminose e la sistemazione dei passaggi a livello. Verranno infine valutate tre modalità di trazione: diesel, ibrida e ad idrogeno. Il 15 dicembre 2021 la Regione Marche, tramite delibera, ha richiesto a Rete Ferroviaria Italiana un ulteriore studio di fattibilità per il ripristino del tratto Fermignano-Pergola, per la creazione "dell'anello ferroviario delle Marche", lo stanziamento per lo studio aggiuntivo ammonta a 350000 €.
Il 29 dicembre 2020 il Consiglio regionale delle Marche ha inserito il ripristino della ferrovia Fano-Urbino, sia a fini turistici che di trasporto pubblico locale, all'interno del Documento di economia e finanza regionale (DEFR) 2021-2023.
In data 30 marzo 2022 la Conferenza Stato-regioni ha dato il via libera al decreto del ministro delle infrastrutture e della mobilità sostenibili, di concerto con i ministri dell'economia e delle finanze, della cultura e del turismo, che definisce una lista di 26 tratte ferroviarie ad uso turistico tra cui la Fano-Urbino, come già richiesto dalla legge n. 128 del 9 agosto 2017. Il decreto interessa linee gestite da Rete Ferroviaria Italiana o da ferrovie regionali che si trovano in zone di particolare pregio paesaggistico, culturale e ambientale, che potranno tornare in servizio o essere maggiormente utilizzate valorizzando i relativi territori, anche grazie ai fondi del Piano Complementare.

#### Il progetto di ripristino

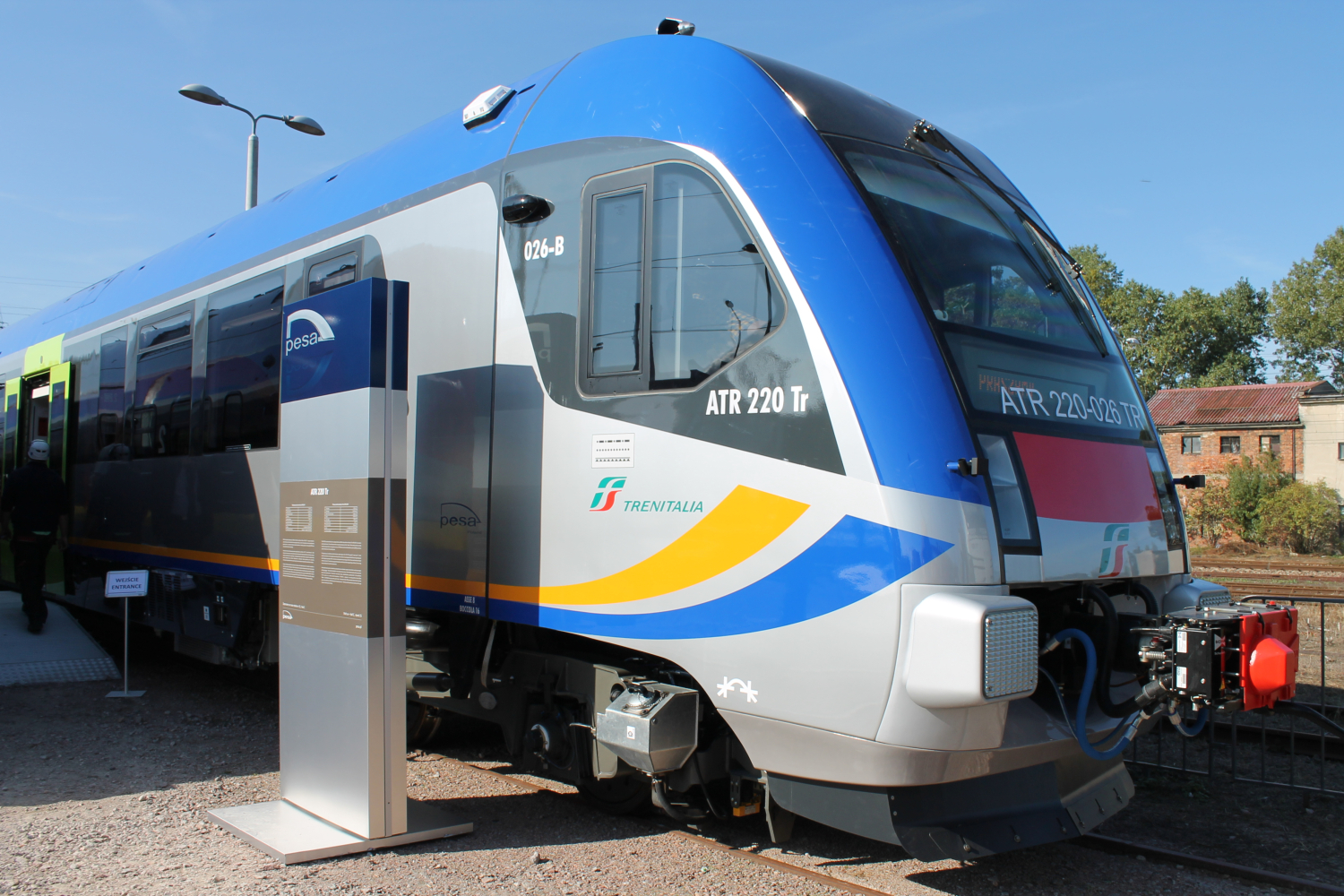
Treno diesel ATR 220 Tr Swing in esercizio sulla ferrovia Civitanova Marche-Fabriano

Il giorno 11 aprile 2015 Associazione Ferrovia Valle Metauro ha presentato e consegnato formalmente al Sindaco di Urbino Maurizio Gambini un progetto preliminare di ripristino della ferrovia redatto da Società Ingegneria Pegaso (con sede a Milano) e Sistema Ingegneria (con sede a Firenze).
I parametri di efficienza per l'esercizio ferroviario, fissati dal D.Lgs 422/97 (35%) e calcolati con l'analisi dei costi di produzione e delle relative fonti di approvvigionamento economico, verrebbero soddisfatti attestandosi tra il 53% e il 71%.
Nel dettaglio il progetto prevede, a fronte di un costo di € 86.747.000, velocità massime di 125 km/h tra Fano e Fossombrone e di 80 km/h tra Fossombrone e Urbino per 18 coppie di treni al giorno.
È altresì incluso un profondo e radicale ammodernamento della linea comprensivo di: costruzione di 2 sottovia e 4 sovrappassi, riduzione dei passaggi a livello da 55 a 21 e aggiunta di due fermate ad uso turistico agli scavi romani di Fossombrone e alle Marmitte dei Giganti.
Sono stati stimati tempi di percorrenza di circa 45-60 minuti (a seconda delle fermate effettuate).

## Caratteristiche
| Continuation backward |

| Station on track |

| Unknown route-map component "xABZgl" | Unknown route-map component "CONTfq" |

| Unknown route-map component "exSKRZ-Au" |

| Unknown route-map component "exABZg+l" | Unknown route-map component "exKDSTeq" |

| Unknown route-map component "exHST" |

| Unknown route-map component "exBHF" |

| Unknown route-map component "exHST" |

| Unknown route-map component "exBHF" |

| Unknown route-map component "exHST" |

| Unknown route-map component "exHST" |

| Unknown route-map component "exBHF" |

| Unknown route-map component "exhKRZWae" |

| Unknown route-map component "exhKRZWae" |

| Unknown route-map component "exHST" |

| Unknown route-map component "exBHF" |

| Unknown route-map component "exHST" |

| Unknown route-map component "exhKRZWae" |

| Unknown route-map component "exhKRZWae" |

| Unknown route-map component "exABHFl+l" | Unknown route-map component "exCONTfq" + Unknown route-map component "exlBHF~R" |

| 43+164 |
| 73+773 |

| Unknown route-map component "extSTRa" |

| Unknown route-map component "extSTRe" |

| Unknown route-map component "exBRK3" |

| Unknown route-map component "exBRK3" |

| Unknown route-map component "extSTRa" |

| Unknown route-map component "extSTRe" |

| Unknown route-map component "exLSTR" + Unknown route-map component "exKBHFe" |

| Unknown route-map component "exLCONTf" |

La linea è una ferrovia a binario semplice non elettrificato e a scartamento ordinario da 1435 mm. L'esercizio di Ferrovie dello Stato era regolato dal Dirigente Unico con sede a Fano. Dal 2001 la gestione dell'infrastruttura è affidata a Rete Ferroviaria Italiana.
In origine la velocità massima consentita era compresa tra 75 e 80 km/h, venne abbassata nel tratto Fano-Fossombrone a 60 km/h a causa del cattivo stato del binario.
L'armamento della linea è di tipo americano con rotaie da 37,2 kg/m (messe in opera dal 1947) nel tratto Fano-Fossombrone, di tipo UNI 50 (con rinnovamento del 1985) nel tratto Fossombrone-Fermignano e di tipo FS 46,3 (con rinnovamento del 1975) tra Fermignano e Urbino.
Il massimo peso assiale è di 18 t per asse tra Fano e Fossombrone e tra Fermignano e Urbino, con limitazione di velocità a 25 km/h - 20 km/h. per asse tra Fossombrone e Fermignano.

### Percorso
La ferrovia inizia come diramazione della ferrovia Bologna-Ancona presso la stazione di Fano e prosegue lungo la valle del fiume Metauro attraversando i Comuni di Fano, Cartoceto, Colli al Metauro, Montefelcino, Fossombrone e Fermignano confluendo quindi nella ferrovia Urbino-Fabriano. Da qui, a partire dalla seconda guerra mondiale, avviene il regresso dei treni che consente di raggiungere Urbino.
La linea presenta una lunghezza complessiva di 48,75 km di cui ben 31,64 km (circa il 65% dell'intero percorso) in rettilineo; le pendenze della linea sono contenute nel tratto tra Fano e Fermignano e sono comprese tra il 7 e il 15‰ mentre si presenta più impegnativo il tratto compreso tra Fermignano e Urbino dove la pendenza oscilla tra il 21 e il 25‰.
I raggi di curvatura sono superiori ai 300 metri, ad eccezione di quattro curve di raggio compreso tra i 274 e i 294 m.
Sul tracciato sono inoltre presenti 8 gallerie, 11 viadotti e 25 ponti. Le principali opere d'arte sono quattro ponti sul fiume Metauro presenti nel tratto Fossombrone-Fermignano e tre viadotti, uno sul fosso di Santa Maria degli Angeli (di 142 m) e due su quello della Concia (di 105 e 124 m), e due gallerie, Cà Corona (di 871 m) e Crocicchio (di 950 m), nel tratto Fermignano-Urbino.
Sono rimasti molti edifici, come stazioni e caselli, in alcuni casi riutilizzati per gli scopi più diversi.
Vi sono 55 passaggi a livello, alcuni dei quali asfaltati, come a Santo Stefano di Gaifa e Fano.

## Traffico
| 5651 | 5653 | 5655 | 5657  | 5659  | 5661  | 5663  | Località                     | 5650 | 5652 | 5654 | 5656  | 5658  | 5694  | 5660  | 5662  |
| ---- | ---- | ---- | ----- | ----- | ----- | ----- | ---------------------------- | ---- | ---- | ---- | ----- | ----- | ----- | ----- | ----- |
| 5:05 | 6:05 | 8:10 | 12:20 | 13:38 | 15:28 | 20:00 | URBINO                       | 5:52 | 7:44 | 9:12 | 13:21 | 15:14 | 16:31 | 17:47 | 20:11 |
| 5:15 | 6:15 | 8:20 | 12:30 | 13:48 | 15:38 | 20:10 | Fermignano                   | 5:45 | 7:37 | 9:05 | 13:14 | 15:07 | 16:24 | 17:40 | 20:04 |
| 5:21 | 6:21 | 8:26 | -     | 13:54 | 15:44 | 20:15 | Canavaccio                   | 5:35 | 7:27 | 8:55 | 13:04 | 14:56 | 16:14 | 17:31 | 19:55 |
| 5:31 | 6:26 | 8:31 | 12:41 | 13:59 | 15:49 | 20:21 | Calmazzo                     | 5:30 | 7:22 | 8:50 | 12:59 | 14:51 | 16:09 | 17:25 | 19:50 |
| -    | 6:30 | -    | -     | 14:03 | 15:53 | -     | S.Lazzaro di Fossombrone     | -    | 7:17 | -    | 12:55 | -     | 16:05 | -     | 19:46 |
| 5:38 | 6:36 | 8:44 | 12:50 | 14:08 | 16:02 | 20:26 | Fossombrone                  | 5:22 | 7:13 | 8:43 | 12:51 | 14:44 | 16:01 | 17:19 | 19:42 |
| 5:44 | 6:42 | 8:50 | -     | 14:14 | 16:08 | 20:32 | Montefelcino-Isola del Piano | 5:16 | 7:06 | 8:36 | 12:41 | 14:38 | 15:54 | 17:12 | 19:35 |
| 5:49 | 6:47 | 8:55 | -     | 14:19 | 16:13 | 20:36 | Serrungarina-Tavernelle      | 5:12 | 7:01 | 8:31 | 12:36 | 14:33 | 15:49 | 17:07 | 19:30 |
| 5:54 | 6:53 | 9:00 | 13:04 | 14:29 | 16:18 | 20:42 | Saltara-Calcinelli           | 5:08 | 6:55 | 8:26 | 12:31 | 14:28 | 15:44 | 17:01 | 19:25 |
| 5:59 | 6:57 | 9:05 | -     | 14:33 | 16:23 | 20:46 | Cartoceto-Lucrezia           | 5:04 | 6:46 | 8:21 | 12:26 | 14:23 | 15:39 | 16:57 | 19:20 |
| 6:05 | 7:03 | 9:11 | 13:13 | 14:39 | 16:29 | 20:54 | Cuccurano                    | 4:59 | 6:40 | 8:15 | 12:20 | 14:17 | 15:33 | 16:51 | 19:14 |
| 6:15 | 7:13 | 9:21 | 13:23 | 14:50 | 16:39 | 20:58 | FANO                         | 4:50 | 6:30 | 8:05 | 12:10 | 14:07 | 15:23 | 16:41 | 19:04 |
| 6:25 | 7:23 | 9:31 | 13:32 | 14:59 | 16:49 | 21:20 | PESARO                       | 4:41 | 6:21 | 7:55 | 12:00 | 13:58 | 15:14 | 16:29 | 18:55 |

### Viaggiatori
L'ultimo orario di servizio, risalente al 1986, prevedeva 15 treni viaggiatori tra Pesaro e Urbino con un tempo di percorrenza massimo di 1 ora e 22 minuti. La velocità commerciale era di 44,7 km/h e il servizio era svolto con automotrici ALn 668, da 68 posti ciascuno, in singola, doppia e, talvolta, tripla composizione.

### Merci
L'orario prevedeva anche treni merci, non ordinari, con destinazione Cartoceto (arrivi di concimi e carta da macero e partenze di cartoni, mobili e oggetti di arredamento) e/o Fermignano (arrivi di ferro, legname e concimi e partenze di tabacco e mangimi) ed era svolto con locomotive diesel D.343 serie 2000.

## Materiale rotabile

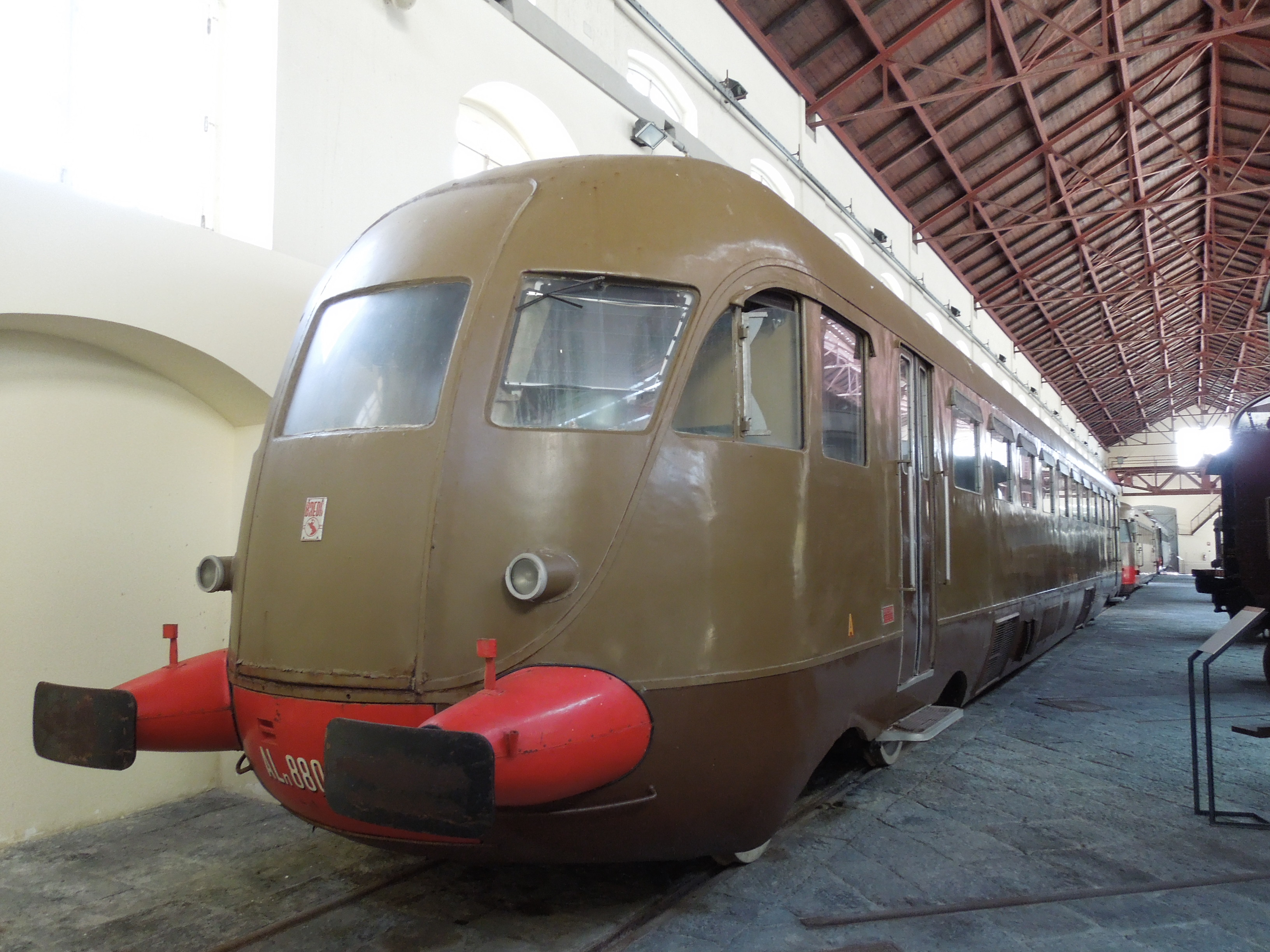
Automotrice ALn 880 conservata al museo di Pietrarsa

### Ferrovie e Tramvie Padane(1915-1932)
Venivano impiegate quattro locomotive a vapore a tre assi accoppiati (rodiggio C), di fabbricazione Breda, con una potenza di 255 kW e velocità massima di 50 km/h (gruppo 40 FTP). I rimorchi erano costituiti da 8 carrozze a due assi e 53 carri. Sul più impegnativo tratto Fermignano-Urbino venivano usate le locomotive a vapore 870, a tre assi, del deposito di Fabriano.
Il materiale, decaduta la concessione di Ferrovie e Tramvie Padane, il 31 dicembre 1932, venne trasferito sulla ferrovia Ferrara-Codigoro.

### Ferrovie dello Stato(1942-1987)
Tra Fano e Urbino, sotto la gestione di Ferrovie dello Stato, hanno circolato automotrici ALn 56 serie 2000 e ALn 556 serie 2200 da 56 posti del deposito locomotive di Fabriano, ALn 880 da 88 posti del deposito di Bologna e infine ALn 668 da 68 posti (serie 1400 del deposito di Fabriano e serie 1000 e 1900 del deposito di Rimini), quest'ultime anche con rimorchi LDn 24 in composizione per trasporto merci.
Nel 1968, vennero trasformate due automotrici ALn 56 serie 2000 in altrettante automotrici-bagaglio ALDn 32.2026 e 2060 pulcinaie o piccionaie (del deposito di Fabriano) adibendole al trasporto di pulcini vivi.
Negli ultimi anni d'attività circolavano inoltre le locomotive diesel D.143, D.343 serie 2000, le locomotive a vapore 745, del deposito di Ancona, e una coppia di treni merci raccoglitori, trainati da locomotive a vapore 740, del deposito di Fabriano.

### Esplicative
1. ↑  Per merito del regio decreto 7 settembre 1933, numero 1274, che fece decadere la concessione della Società anonima ferrovie e tramvie Padane.
2. ↑  Aperta al servizio viaggiatori il 01/12/1926 e chiusa dal 23/05/1954.
3. ↑  Aperta al servizio viaggiatori il 02/10/1955.

### Bibliografiche
1. ↑  Cfr. la denominazione “ferrovia Metaurense” in articoli, libri e provvedimenti legislativi.
2. ↑   Rumiz Paolo, I cavalieri della Fano-Urbino alla ricerca del treno perduto, in Repubblica, 5 marzo 2008. URL consultato il 7 marzo 2014.
3. ↑   Vulpio Carlo, Tra i "giardinieri" dei binari che salvano la Fano-Urbino, in Corriere della Sera, 28 novembre 2010. URL consultato il 5 dicembre 2016 (archiviato dall'url originale il 24 novembre 2015).
4. ↑   Marche, la battaglia per riaprire l'ex ferrovia Fano-Urbino: "Il treno ci salverà dall'isolamento", in Repubblica.it, 17 dicembre 2016. URL consultato il 17 dicembre 2016.
5. 1 2 3 4 5 6 7  Silverio Maravalle.
6. 1 2 3 4  Claudio Cerioli.
7. ↑   Samuele Ortolani, 1900-1909, su bobbato.it. URL consultato il 5 dicembre 2016.
8. ↑  Gazzetta Ufficiale del Regno d'Italia n° 18 del 23 gennaio 1912 Archiviato il 31 ottobre 2016 in Internet Archive.
9. ↑   Ferrovie dello Stato, Ordine di servizio n. 8, in Bollettino ufficiale delle ferrovie dello Stato, 1917.
10. ↑   Ferrovie Dismesse presenta la "FERROVIA FANO - FERMIGNANO - URBINO", su ferroviedismesse.com. URL consultato il 15 dicembre 2016 (archiviato dall'url originale il 19 aprile 2017).
11. ↑   Ferrovie dello Stato, Ordine di servizio n. 14, in Bollettino ufficiale delle ferrovie dello Stato, 1942.
12. ↑   Ferrovie dello Stato, Ordine di servizio n. 59, in Bollettino ufficiale delle ferrovie dello Stato, 1942.
13. ↑   Quando per la ferrovia si strappavano le tessere di partito, su ferroviafvm.it. URL consultato il 20 aprile 2017.
14. ↑   Ferrovie dello Stato, Ordine di servizio n. 127, in Bollettino ufficiale delle ferrovie dello Stato, 1955.
15. ↑   Ferrovie dello Stato, Ordine di servizio n. 35, in Bollettino ufficiale delle ferrovie dello Stato, 1956.
16. 1 2  Ferrovie Dello Stato.
17. ↑   Lestradeferrate.it - LA FERROVIA FABRIANO - PERGOLA - FERMIGNANO - URBINO  - SANT'ARCANGELO DI ROMAGNA, su lestradeferrate.it. URL consultato il 4 agosto 2018.
18. ↑   Ferrovia Fermignano-Fabriano - Ferrovie abbandonate, su ferrovieabbandonate.it. URL consultato il 4 agosto 2018.
19. 1 2   Risposta scritta del Ministro dei Trasporti Claudio Signorile all'interrogazione 4-03300 del 24 settembre 1986 dei senatori Paolo Volponi, Giovanni Venturi e Carlo Bo. (PDF), in Senato della Repubblica - IX Legislatura - Risposte scritte ad interrogazioni, vol. 127,  pp. 2597-2598.
20. ↑   Hanno chiuso la ferrovia. Da domani soppressa dal ministro la Fano-Urbino., in Carlino (Fano e Urbino), 31 gennaio 1987.
21. ↑   Un treno di proteste. Pioggia di telefonate al ministero dei Trasporti contro la soppressione della ferrovia. Mobilitati anche i politici locali., in Carlino (Pesaro), 1º febbraio 1987.
22. ↑   L'ultimo treno. Sconfitta di tutti, anche dei politici., in Carlino (Pesaro), 1º febbraio 1987,  p. 1.
23. ↑   Associazione Ferrovia Valle Metauro - Cronistoria Archivi, su ferroviafvm.it.
24. ↑   Deliberazione della Giunta della Provincia di Pesaro e Urbino, Ferrovia Fano-Urbino. Proposta di richiesta di dismissione al Ministero delle Infrastrutture e dei Trasporti ed alla Regione Marche dell'intera tratta di km.48,3, n. 217, 11 giugno 2010.
25. ↑   ro.da., Fano-Urbino, de profundis: ora il binario è davvero morto, in Il Resto del Carlino (Pesaro), 17 gennaio 2012. URL consultato il 21 gennaio 2012.
26. ↑   Deliberazione Amministrativa dell'Assemblea legislativa delle Marche, Piano regionale infrastrutture, trasporto merci, logistica, n. 51, 3 luglio 2012.
27. ↑   Gazzetta Ufficiale, su gazzettaufficiale.it. URL consultato il 22 luglio 2018.
28. ↑   Ferrovie.it - Approvata la legge sulle ferrovie turistiche, in Ferrovie.it. URL consultato il 3 agosto 2017.
29. ↑   Lorenzo Pallotta, Approvata in via definitiva dal Senato la legge sulle Ferrovie Turistiche, in Ferrovie.Info. URL consultato il 3 agosto 2017.
30. ↑  Ferrovie dello Stato Italiane, Rete Ferroviaria Italiana.
31. ↑   <<Dite no alla ciclabile sulla Fano-Urbino altrimenti il treno non passerà mai più>>, in Corriere Adriatico (Pesaro), 18 luglio 2017,  p. 19.
32. 1 2 3 4 5 6   Intervento FVM a ” Verso gli Stati Generali della Mobilità Nuova” Pesaro 16.09.2017, in Ass. Ferrovia Valle Metauro, 29 settembre 2017. URL consultato il 4 agosto 2018.
33. ↑   an. mar., <<La ciclabile sui binari? La Fano-Urbino è turistica>>. L'associazione per la ferrovia replica a Minardi., in il Resto del Carlino (Pesaro), 19 luglio 2018,  p. 14.
34. ↑   Il Contratto di Programma, su rfi.it. URL consultato il 6 marzo 2021.
35. 1 2   Lorenzo Pallotta, Ferrovie: Definiti gli interventi con RFI per il ripristino della Fano-Urbino, su Ferrovie.Info. URL consultato il 26 giugno 2021.
36. ↑   Comunicati Stampa, su regione.marche.it. URL consultato il 31 marzo 2022.
37. ↑   Deliberazione Amministrativa dell'Assemblea legislativa delle Marche, Documento di economia e finanza regionale (DEFR) 2021-2023 della Regione Marche, n. 6, 29 dicembre 2020.
38. ↑   Lorenzo Pallotta, Trasporti: Oltre 4,7 miliardi di euro per metro e tranvie e novità per le linee ferroviarie turistiche, su Ferrovie.Info. URL consultato il 31 marzo 2022.
39. ↑   Intesa Decreto Interministeriale, seduta del 30/03/2022 (PDF), su Conferenza Permanente per i rapporti tra lo Stato, le Regioni e le Province Autonome di Trento e Bolzano. URL consultato il 31 marzo 2022.
40. 1 2 3 4 5   Progetto ferrovia Fano-Urbino: sette stazioni e tratta percorsa in meno di un’ora. Ecco i costi, su Occhio alla Notizia. URL consultato il 21 febbraio 2016.
41. ↑   Ferrovie dello Stato, Ordine di servizio n. 61, in Bollettino ufficiale delle ferrovie dello Stato, 1954.
42. ↑   Ferrovie dello Stato, Ordine di servizio n. 126, in Bollettino Ufficiale delle Ferrovie dello Stato, 1955.
43. 1 2 3 4 5 6  Roberto Renzi.
44. 1 2 3 4 5 6  Regione Marche, Università di Urbino.
45. ↑  Ferrovie dello Stato Italiane, Rete Ferroviaria Italiana.
46. ↑   Il Treno - Nel periodo estivo 1 giugno 27 settembre 1986 - Orario ufficiale delle ferrovie italiane dello Stato, in Il Treno, n. 1, 1986.

### Articoli
- Ferrovie dello Stato Italiane e Rete Ferroviaria Italiana, Fano-Fermignano-Urbino (PDF), in Atlante delle linee ferroviarie dismesse, 2016,  pp. 94-95.
- Ferrovie dello Stato Italiane e Rete Ferroviaria Italiana, Fano-Urbino (PDF), in Atlante di viaggio lungo le ferrovie dismesse, 2017,  pp. 120-123.
- Ferrovie dello Stato Italiane e Rete Ferroviaria Italiana, Fano-Fermignano-Urbino (PDF), in Atlante delle linee ferroviarie dismesse, 2022,  pp. 160-163.
- Silverio Maravalle, Le nostre linee/12: la Fano-Urbino, in Voci della rotaia, n. 7, Edizione FS, luglio 1978,  pp. 10-14.
- Roberto Renzi, La ferrovia di Urbino, in I Treni, n. 184, Salò (BS), ETR, luglio-agosto 1997,  pp. 26-30.

### Documentazione tecnica
- Ferrovie dello Stato, Fascicolo linea 102, 1997.
- Ministero delle Comunicazioni, Bollettino ufficiale delle ferrovie dello Stato.
- Regione Marche e Università degli studi di Urbino Carlo Bo, 2. rapporto riguardante le linee a scarso traffico di cui ai DDMM del 17-12-85 per le quali è stata disposta la soppressione dal 1.6.86 del servizio passeggeri, in Piano regionale dei trasporti : progetto sistema ferroviario, Ancona, 1986, SBN ANA0219970.

### Libri
- Claudio Cerioli, Ferrovia Fano-Fossombrone-Fermignano, in Da Camerino al mondo. Per una storia dei trasporti nelle Marche, Salò (BS), ETR, 1985,  pp. 72-75, ISBN 88-85068-20-0.
- Massimo Conti, Traversine - 50 chilometri a piedi da Fano a Urbino lungo la ferrovia Metaurense, Aras Edizioni, 2011, ISBN 978-88-96378-50-2.